# Anton Steiner
Anton „Jimmy“ Steiner (* 20. September 1958 in Lienz, Osttirol) ist ein ehemaliger österreichischer Skirennläufer und heutiger Unternehmer. Steiner startete in seiner Karriere als Skirennläufer, die 1975 mit ersten Einsätzen im Weltcup begann und bis 1988 andauerte, in allen Disziplinen und erreichte mit Ausnahme des Super-G in jeder Disziplin Platzierungen unter den besten vier in Weltcuprennen. In der Kombination (dreimal) und der Abfahrt (zweimal) feierte er insgesamt fünf Weltcupsiege, zudem erreichte er zweimal den fünften Platz im Gesamtweltcup. Der dreifache österreichische Meister gewann die Bronzemedaille in der Abfahrt bei den Olympischen Winterspielen 1984 und die Bronzemedaille in der Kombination bei den Weltmeisterschaften 1982. Zweimal wurde seine Karriere durch schwere Stürze unterbrochen. Seit 1988 besitzt er eine Firma für Leitschienenmontage in Waidhofen an der Ybbs.

## Biografie

### Rascher Aufstieg im Weltcup (bis 1980)
Der in Prägraten am Großvenediger aufgewachsene Steiner besuchte die Skihauptschule in Neustift in Tirol und anschließend die Skihandelsschule in Waidhofen an der Ybbs in Niederösterreich. Sein Vater besaß in Prägraten einen SPAR-Markt, den Anton Steiner später übernehmen sollte, daher besuchte er eine Handelsschule statt des nähergelegenen Skigymnasiums im tirolerischen Stams. Nach ersten Erfolgen im Nachwuchsbereich, darunter zwei Podestplätze bei den österreichischen Juniorenmeisterschaften, kam der Allrounder 1975 zu ersten Einsätzen im Weltcup. Bereits im Jänner 1976 gelang dem damals 17-Jährigen der Anschluss an die Weltelite, als er zunächst zwei Top-10-Plätze am Lauberhorn in Wengen erzielte und eine Woche später mit Platz drei in der Abfahrt von Morzine erstmals auf dem Podest stand. Schließlich gelang ihm auch die mannschaftsinterne Qualifikation für die Olympischen Winterspiele 1976 in Innsbruck, wo er in der Abfahrt jedoch nach viertbester Zwischenzeit kurz vor dem Ziel stürzte und ausfiel. Im Slalom belegte er den 22. Platz. Mit insgesamt neun Top-10-Platzierungen in Abfahrt, Riesenslalom und Kombination beendete Steiner seine erste volle Weltcupsaison 1975/76 an 16. Position im Gesamtweltcup. Dieses Resultat konnte er in den nächsten zwei Jahren nicht wiederholen, denn aufgrund seiner teilweise risikoreichen Fahrweise erzielte er nur wenige Ergebnisse innerhalb der Weltcuppunkteränge. Während er im Winter 1976/77 in der Abfahrt und Kombination die besten Ergebnisse erreichte, so konnte er in der Saison 1977/78 ausschließlich im Slalom punkten. Bei den Weltmeisterschaften 1978 in Garmisch-Partenkirchen kam er daher auch in den technischen Disziplinen Slalom und Riesenslalom zum Einsatz. Nachdem er dort im Riesenslalom auf den 14. Platz gefahren war, erreichte er im Slalom den vierten Platz – 27 Hundertstelsekunden hinter dem Bronzemedaillengewinner Paul Frommelt.
In der Saison 1978/79 gelang es Steiner wieder in allen Disziplinen gute Ergebnisse herauszufahren. Insgesamt kam er neunmal unter die schnellsten zehn, womit er den siebenten Platz im Gesamtweltcup erreichte. Den bis dahin größten Erfolg feierte er mit seinem ersten Weltcupsieg in der Hahnenkamm-Kombination in Kitzbühel am 21. Jänner 1979. Im Winter 1979/80 konnte sich Steiner noch etwas steigern und fuhr insgesamt elfmal in allen vier Disziplinen (den Super-G gab es damals noch nicht) unter die besten zehn. Am erfolgreichsten war er erneut in der Kombination, in der er neben zwei weiteren Podestplätzen auch seinen zweiten Weltcupsieg feierte. Im Gesamtweltcup erreichte er diesmal in einer denkbar knappen Entscheidung den fünften Platz, bei der er nur einen Punkt hinter dem viertplatzierten Bojan Križaj und einen weiteren Punkt hinter dem Gesamtdritten Phil Mahre blieb. Außerdem belegte er den neunten Platz im Slalomweltcup, was abgesehen von der Kombination, seine bis dahin beste Platzierung in einem Disziplinenweltcup war.
Bei den Olympischen Winterspielen 1980 in Lake Placid, die letzten die zugleich als Weltmeisterschaft zählten, kam Steiner im Slalom und im Riesenslalom zum Einsatz. In der starken österreichischen Abfahrtsmannschaft hatte er keine Chance auf einen Startplatz, wodurch ihm auch eine mögliche Medaille in der Kombination verwehrt blieb. Aber auch im Slalom, in dem er zum erweiterten Favoritenkreis zählte, blieb er mit Platz sieben ohne Edelmetall; im Riesenslalom wurde er Achtzehnter. Im Saisonfinale in Saalbach-Hinterglemm gewann er am 16. März 1980 den nur zum Nationencup zählenden Parallelslalom, wobei er sich gegen Ingemar Stenmark durchsetzte.

### Verletzungen und Comebacks (1980–1984)
Am 12. Dezember 1980 erlitt die Karriere Steiners einen ersten schweren Rückschlag. Im Training zur Weltcupabfahrt auf der Saslong in Gröden stürzte er auf den berüchtigten Kamelbuckeln schwer. Die Folge waren Bänderverletzungen im Knie, eine Gehirnerschütterung sowie eine Schulterluxation, und daraus resultierend eine einjährige Rennpause. In seiner Comebacksaison 1981/82 konnte Steiner nur im Slalom wieder Fuß fassen, was er im Weltcup vor allem mit einem dritten Platz in Jasná zeigte. Bei den Weltmeisterschaften 1982 in Schladming schied er zwar im Slalom aus, doch in der Kombination gewann er mit Bestzeit im Slalomlauf hinter dem Franzosen Michel Vion und dem Schweizer Peter Lüscher die Bronzemedaille. 1982 wurde Steiner zweifacher österreichischer Staatsmeister im Slalom und in der Kombination. Bereits 1976 hatte er erstmals den Titel in der Kombination gewonnen.
Im Winter 1982/83 folgte der nächste Rückschlag für Steiner. Nachdem er in den ersten Weltcuprennen der Saison ohne Punkte geblieben war, zog er sich im Jänner bei einem Sturz auf der Streif in Kitzbühel einen Innen- und Kreuzbandriss im Knie zu, was für ihn erneut eine mehrmonatige Verletzungspause und somit das vorzeitige Saisonende bedeutete. Das zweite Comeback in der Saison 1983/84 verlief für den mittlerweile 25-Jährigen überraschend erfolgreich. Diesmal erzielte er nicht nur im Slalom, sondern vor allem in der Abfahrt und der Kombination wieder Spitzenresultate. Am 15. Januar 1984 erreichte er in den Abfahrtsklassikern von Wengen (mit der hohen Startnummer 59) und am 21. Januar in Kitzbühel (Startnummer 55) die Plätze zwei und drei, womit er in dieser Disziplin erstmals seit sechs Jahren wieder auf dem Podest stand. Zudem gewann er in Kitzbühel zum zweiten Mal (nach 1979) die Hahnenkamm-Kombination. Seine gute Abfahrtsform bestätigte Steiner auch bei den Olympischen Winterspielen 1984 in Sarajevo mit dem, wie er selbst sagt, größten Erfolg seiner Karriere, als er hinter dem US-Amerikaner Bill Johnson und dem Schweizer Peter Müller die Bronzemedaille – und damit das einzige Edelmetall für Österreich bei diesen Spielen – gewann. Im Riesenslalom und im Slalom schied er jedoch aus. Im März folgte noch ein zweiter Platz in der Weltcupabfahrt von Aspen, womit er im Abfahrtsweltcup den siebenten Platz erreichte. Den Gesamtweltcup beendete er mit einem Sieg, weiteren vier Podestplätzen und weiteren fünf Platzierungen unter den besten zehn wie schon vier Jahre zuvor an fünfter Stelle – auch diesmal als bester Österreicher.

### Abfahrtssiege und letzte Jahre (1984–1988)
Die Abfahrt blieb in den nächsten Jahren Steiners stärkste Disziplin, während er in den anderen Disziplinen kaum noch vordere Platzierungen erreichte. In der Saison 1984/85 fuhr er allerdings nur einmal als Dritter der Kandahar-Abfahrt in Garmisch-Partenkirchen auf das Podest und scheiterte in den mannschaftsinternen Qualifikationsläufen für die Weltmeisterschaften in Bormio. Aufwärts ging es wieder im Winter 1985/86, der für die Skiläufer bereits während des europäischen Sommers mit zwei Abfahrtsläufen in Argentinien begann. Nach mehreren Top-10-Platzierungen im Dezember und Jänner, darunter der dritte Platz im unter Flutlicht ausgetragenen Parallelslalom auf der Hohe-Wand-Wiese in Wien, gewann Steiner am 7. Februar 1986 die Abfahrt von Morzine und am 15. März die Abfahrt von Whistler, womit er nun auch erstmals in einzelnen Weltcuprennen siegte, nachdem er zuvor schon drei Kombinationen gewonnen hatte. Im Abfahrts- und im Kombinationsweltcup belegte er den achten Platz, im Gesamtweltcup Rang 18.
In der Saison 1986/87 konnte Steiner an die Vorjahresleistungen in keiner Weise anknüpfen und erzielte erst gegen Saisonende mit Platz sechs in der Abfahrt von Aspen seine einzige Top-10-Platzierung. Bei den Weltmeisterschaften 1987 in Crans-Montana startete er nur in der Kombination, in der er den 14. Platz belegte. Im Jänner 1988 erreichte Steiner noch einmal einen zweiten Platz in der Abfahrt von Val-d’Isère und nach einem siebenten Platz auf der Planai in Schladming gelang ihm auch die Qualifikation für die Olympischen Winterspiele 1988 in Calgary – seinen bereits vierten Olympischen Spielen. Als drittbester Österreicher belegte Steiner bei seinem letzten Großereignis den siebenten Platz in der in Nakiska ausgetragenen Olympiaabfahrt. Nach Ende des Winters gab Steiner im Alter von 29 Jahren seinen Rücktritt vom Spitzensport bekannt.

## Beruf
Steiner lebt mit seiner Frau, die er 1983 heiratete, in Waidhofen an der Ybbs, wo er die Skihandelsschule besuchte. Dort übernahm er 1988 vom Industriellen Franz Forster, Gründer der Skihandelsschule und Förderer Steiners, die Leitschienenabteilung aus dessen Unternehmen. Mit seiner Firma Anton Steiner GmbH & Co KG, die er zusammen mit seiner Frau führt, wurde Steiner in der Leitschienenmontage in Österreich erfolgreich.

## Erfolge

### Olympische Winterspiele
- Innsbruck 1976: 22. Slalom
- Lake Placid 1980: 7. Slalom, 18. Riesenslalom
- Sarajevo 1984: 3. Abfahrt
- Calgary 1988: 7. Abfahrt

Anmerkung: Die Olympischen Winterspiele 1976 und 1980 zählten zugleich als Weltmeisterschaften.

### Weltmeisterschaften
- Garmisch-Partenkirchen 1978: 4. Slalom, 14. Riesenslalom
- Schladming 1982: 3. Kombination
- Crans-Montana 1987: 14. Kombination

### Weltcup
- Saison 1975/76: 5. Kombinationsweltcup
- Saison 1978/79: 7. Gesamtweltcup
- Saison 1979/80: 5. Gesamtweltcup, 3. Kombinationsweltcup, 9. Slalomweltcup
- Saison 1983/84: 5. Gesamtweltcup, 3. Kombinationsweltcup, 7. Abfahrtsweltcup
- Saison 1984/85: 9. Abfahrtsweltcup
- Saison 1985/86: 8. Abfahrtsweltcup, 8. Kombinationsweltcup
- 17 Podestplätze, davon 5 Siege:

| Datum           | Ort       | Land       | Disziplin   |
| --------------- | --------- | ---------- | ----------- |
| 21. Jänner 1979 | Kitzbühel | Österreich | Kombination |
| 4. März 1980    | Chamonix  | Frankreich | Kombination |
| 22. Jänner 1984 | Kitzbühel | Österreich | Kombination |
| 7. Februar 1986 | Morzine   | Frankreich | Abfahrt     |
| 15. März 1986   | Whistler  | Kanada     | Abfahrt     |

### Europacup
- 4 Podestplätze, davon 1 Sieg (Slalom in Sarajevo 1981/82)

### Österreichische Meisterschaften
- Dreifacher österreichischer Meister:
  - 2× Kombination (1976 und 1982)
  - 1× Slalom (1982)

### Sonstige Erfolge
- Kombinationssieger von Weltcup-Abfahrt und -Riesenslalom in Morzine (17./18. Januar 1976)[7]

## Auszeichnungen
- Goldenes Verdienstzeichen um die Republik Österreich 1996